# Višnjica, Pljevlja
Višnjica este un sat din comuna Pljevlja, Muntenegru. Conform datelor de la recensământul din 2003, localitatea are 73 de locuitori (la recensământul din 1991 erau 103 locuitori).

## Demografie
În satul Višnjica locuiesc 63 de persoane adulte, iar vârsta medie a populației este de 49,0 de ani (47,8 la bărbați și 50,3 la femei). În localitate sunt 21 de gospodării, iar numărul mediu de membri în gospodărie este de 3,48.
Această localitate este populată majoritar de sârbi (conform recensământului din 2003).
|  |

| Demografie | Demografie | Demografie |
| An         | Locuitori  | Locuitori  |
| ---------- | ---------- | ---------- |
|            |            |            |
|            |            |            |
|            |            |            |
|            |            |            |
| 1948       | 172        |            |
| 1953       | 172        |            |
| 1961       | 188        |            |
| 1971       | 191        |            |
| 1981       | 151        |            |
| 1991       | 103        | 103        |
| 2003       | 73         | 73         |

| \| Componența etnică conform recensământului din 2003[2] \| Componența etnică conform recensământului din 2003[2] \| Componența etnică conform recensământului din 2003[2] \| Componența etnică conform recensământului din 2003[2] \| Componența etnică conform recensământului din 2003[2] \| \| ----------------------------------------------------- \| ----------------------------------------------------- \| ----------------------------------------------------- \| ----------------------------------------------------- \| ----------------------------------------------------- \| \| \| \| \| \| \| \| Sârbi \| Sârbi \| \| 67 \| 91,78% \| \| Muntenegreni \| Muntenegreni \| \| 6 \| 8,21% \| \| necunoscută \| necunoscută \| \| 0 \| 0% \| |              |  |    |        |
| Componența etnică conform recensământului din 2003 |              |  |    |        |
| |              |  |    |        |
| Sârbi | Sârbi        |  | 67 | 91,78% |
| Muntenegreni | Muntenegreni |  | 6  | 8,21%  |
| necunoscută | necunoscută  |  | 0  | 0%     |